# Stadion Balkanabat
Balkanabat – stadion piłkarski w Balkanabacie, w Turkmenistanie. Obiekt może pomieścić 10000 widzów. Swoje spotkania rozgrywają na nim drużyny Nebitçi FT i Gara Altyn Balkanabat.